# عقربک
پارونیشیا (به انگلیسی: Paronychia)، عقربک یا کژدمه التهاب بافت نرم اطراف ناخن است که در اثر وجود عفونت یا آبسه ایجاد می‌شود و یکی از عفونتهای رایج دست است. این بیماری در تمام گروه‌های سنی بروز می‌کند و شدت درد و ناخوشی در حدی است که فرد نیاز به مراجعه به بخش اورژانس پیدا می‌کند. این بیماری را نباید با تبخال انگشت (Herpetic whitlow) که یک بیماری ویروسی است اشتباه گرفت. این عارضه در ناخن‌های دست یا پا در گوشه ناخن و جایی که به پوست می‌چسبد رخ می‌دهد و دلیل آن آلودگی قارچی یا باکتریایی است. عقربک باکتریایی معمولاً با درد همراه است، در حالی که عقربک قارچی بدون درد است.

## انواع
- عقربک حاد
- عقربک مزمن[۵]

## علل
علل زمینه‌ساز عقربک باکتریایی یک آسیب قبلی ناخن، نظیر کندن زواید پوستی کنار ناخن موسوم به گوشه ناخن یا ریشه ناخن است. باکتری عامل این عفونت معمولاً استافیلوکوک است. عقربک قارچی در اثر عفونت با یک قارچ یا مخمر ایجاد می‌شود. گاز گرفتن، جویدن، دست کاری کردن ناخن، مکیدن آن و فرورفتن ناخن در گوشت از عوامل ابتلا به این بیماری است. نوع مزمن این نوع بیماری بر اثر قرار دادن دست در مواد شیمیایی و ضد عفونی‌کننده می‌باشد که بهترین مکان برای رشد قارچ است. این بیماری در افراد مسن و کسانی که مبتلا به دیابت هستند بیشتر دیده می‌شود.

## عوامل افزایش دهنده خطر
- آسیب اطراف ناخن انگشتان دست
- تماس شغلی با رطوبت مداوم (نظیر مشاغل ظرفشویی، لباس‌شویی، خودروشویی و خدمتکاری منازل)
- دیابت شیرین
- جویدن ناخن و پوست کناره آن.[۷]

## پیشگیری
- جلوگیری از تماس زیاد دست‌ها با رطوبت
- خودداری از کندن گوشه ناخن
- جلوگیری از آسیب‌دیدگی نوک انگشت

## درمان
اگر این عارضه به‌موقع درمان نشود، ممکن است موجب افتادن ناخن شود. شستن ناخن با صابون، روزانه ۳ الی ۴ بار برای کم کردن درد توصیه می‌شود. اکثر پارونیشیاهای حاد باید با آنتی‌بیوتیک‌هایی مانند سفالکسین یا دی‌کلوگزاسیلین درمان شوند. در صورت وجود ورم چرکی ممکن است نیاز به خالی کردن چرک باشد و به‌ندرت پزشک ممکن است مجبور به برداشتن تکه‌ای از ناخن شود. پارونیشیای باکتریایی با دو هفته درمان معالجه می‌شود. پارونیشیاهای مزمن با استفاده از کرم‌های ضدقارچ مانند کتوکونازول درمان می‌شود. همچنین از داروهای ملایم استروئیدی مانند کورتیزول برای کاهش التهاب و سرخی پوست استفاده می‌شود. داروهای استروئیدی هرگز نباید به تنهایی در عارضه عقربک مزمن استفاده شوند. پارونیشیای قارچی مزمن بوده و بهبود آن ممکن است به ۶ ماه درمان نیاز داشته باشد. عود بیماری در هر دو نوع پارونیشیا شایع است.
یکی از درمان های بسیار راحت عقربک استفاده از محلول سالیسیلیک اسید میباشد که برای درمان میخچه زگیل ناخن فرورفته به کار می رود ابتدا با اضافه کردن چند قطره محلول اسید در گوشه ناخن عفونت از بین می رود سپس با استفاده از چسب گوشه انگشت پا را به بغل هدایت میکنیم تا ناخن فضا بیشتری پیدا کرده و دچار فرو رفتگی در گوشت نشود بعد از چند هفته مشکل فرو رفتگی ناخن در انگشت پا برطرف میشود و نیازی به عمل جراحی و دکتر نیست